# Pieter Celie
Pieter Celie (Eindhoven, 31 augustus 1942 – Borgerhout, 16 november 2015) is het pseudoniem van Theo van de Bult. Celie was een Nederlandse kunstenaar die heeft gewerkt als beeldhouwer, graficus, schilder, tekenaar en fotograaf. Zijn vader Bernhard van de Bult was ook fotograaf.

## Leven
Pieter Celie studeerde aan de Akademie voor Industriële Vormgeving in Eindhoven (1967-1969) en aan het Nationaal Hoger Instituut voor Schone Kunsten in Antwerpen. Hij was leerling van Rik Slabbinck. In 1969 werd hij veroordeeld voor zijn kunstwerk “Twintig penissen”. Dit kunstwerk toonde twintig houten penissen en was te zien bij kunstgalerij De Zwarte Panter. Daarna heeft  hij na een verkeersongeval 22 dagen in de gevangenis in Sint-Gillis doorgebracht. Het  gevolg was Celies kunstwerk "Groeten uit Sint-Gillis" (1999). In datzelfde jaar heeft hij samen met Frank Maieu de kunstenaarsgroep "Miskende genieën" opgericht.

## Werk
De kunstenaar heeft vanaf het begin verschillende media gemengd op een persoonlijke manier. Hij heeft gewerkt als beeldend kunstenaar, beeldhouwer, fotograaf, ontwerper en assemblagist, onder invloed van Cobra en popart. Ready-made materiaal en hout zijn de basis van zijn werk geweest. Celies humor gaf een speels karakter aan zijn houten beelden op ware grootte, en zijn kleurrijke schilderijen en tekeningen. 
Celie heeft de Aanmoedigingsprijs Gemeente Eindhoven (1969), de Prijs van de Vriendschap van de stad Antwerpen (1969) en de Bronzen medaille van de stad Oostende (1976) gekregen. Verder heeft hij zijn werk in musea in zowel Nederland en België tentoongesteld. Het Paleis voor de Schone Kunsten van Brussels of BOZAR, het Koninklijk Museum voor Schone Kunsten Antwerpen, het Museum Boijmans Van Beuningen in Rotterdam, De Krabbedans en het Museum Kempenland in Eindhoven. Er zijn kunstwerken van Pieter Celie in de kunstcollecties van het West-Vlaanderen Ieper en het Museum Boijmans Van Beuningen. De kunstenaar woonde van in de jaren 60 in Antwerpen.